# 27e régiment d'infanterie « prince Louis-Ferdinand de Prusse » (2e régiment d'infanterie magdebourgeois)
Pour les articles homonymes, voir 27e régiment.
Le 27e régiment d'infanterie « prince Louis-Ferdinand de Prusse » (2e régiment d'infanterie magdebourgeois) est une unité d'infanterie de l'armée prussienne.

## Histoire
L'unité est créée le 7 mars 1815 comme 27e régiment d'infanterie, et pendant quelques années, du 5 novembre 1816 au 9 mars 1823, elle est connue sous le nom de 27e régiment d'infanterie (2e régiment d'infanterie magdebourgeois). Un dernier changement a lieu le 1er janvier 1889, lorsque l'empereur Guillaume II rebaptisé l'unité le 27e régiment d'infanterie « prince Louis-Ferdinand de Prusse » (2e régiment d'infanterie magdebourgeois)
De 1820 à 1914, le régiment est attaché au 4e corps d'armée et, pendant cette période, appartenait à la 7e division d'infanterie. Jusqu'en 1851, il appartient à la 7e brigade d'infanterie et le reste du temps à la 14e brigade d'infanterie.
Le régiment est formé à partir des 9e et 10e compagnies du corps de chasseurs à pied volontaires étrangers "von Reiche" de Ludwig von Reiche (de), les 11e et 12e compagnies du corps franc Hellwig fondée par Friedrich von Hellwig (de). En 1859 de lourdes donations ont lieu, y compris au 59e régiment d'infanterie.
Le 27 septembre 1866, les 12e, 13e et 14e compagnies sont cédées au 79e régiment d'infanterie (de). Les autres cessions sont celles de la 3e compagnie en 1881 au 98e régiment d'infanterie, de la 10e compagnie en 1887 au 136e régiment d'infanterie et du 4e bataillon 1897 au 152e régiment d'infanterie (pl).
Le col et le rabat d'épaule sont rouges, les revers bleu clair, le rabat bleu foncé et le numéro de régiment jaune.

## Garnisons
Les villes de garnisons sont Francfort-sur-l'Oder, Soldin, Königsberg-en-Nouvelle-Marche (1816/17); Magdebourg (1817 à 1865, à côté de Torgau [1817/18], Burg [1819 à 1821], Wittenberg [1830 à 1837, 1844 à 1853, 1857 à 1860], Baden [1849/50] et Halberstadt [1860 à 1865] ), Halle-sur-Saale et Magdebourg (1865), Magdebourg (1866 à 1893, à côté Burg [1866], Halberstadt [1867], Burg [1868 à 1871], Wittenberg [1872] et Halberstadt [1873 à 1893]) et Halberstadt (1893).

### Guerres napoléoniennes
Après sa formation, le régiment participe à la campagne de Belgique. Il combat à Ligny, pour le village de Tongrines, perdant 14 officiers et 210 hommes de rang. À Wavre, 13 autres officiers et 394 hommes sont tombés. Il participe également au siège de Sarrelouis.

### Révolution de Bade
Lors de la répression de la Révolution de Bade, le bataillon de fusiliers participe aux batailles d'Ubstadt, Durlach et Michelbach en 1849.

### Guerre austro-prussienne
Dans la guerre austro-prussienne de 1866, il fait partie de la 7e division d'infanterie dans la 1re armée. Il combat dans la bataille de Sadowa dans la forêt près de Swiep et Benatek et de Maslowed avec le 26e régiment d'infanterie. Il perd alors 25 officiers  et 444 hommes de rang. Puis il combat à Presbourg. Pendant les combats, le colonel von Zychlinski et le capitaine von Buddenbrock reçoivent l'ordre Pour le Mérite.

### Guerre franco-prussienne
En 1870, il est utilisé dans la guerre franco-prussienne.

### Première Guerre mondiale
Le 2 août 1914 le régiment est mobilisé selon le plan de mobilisation. En plus de se déplacer sur le terrain, le régiment lève un bataillon de remplacement de quatre compagnies et deux dépôts de recrues. Le 2 septembre 1918, le régiment reçoit sa propre compagnie de lanceurs de mines, qui a été formée à partir de parties de la 113e compagnie de lanceurs de mines.

## Commandants et chefs
| Grade                  | Noms                      | Période     |
| ---------------------- | ------------------------- | ----------- |
| Generalfeldmarschall   | Karl von Müffling         | 1836 à 1851 |
| General der Infanterie | Wilhelm von Radziwill     | 1853 à 1870 |
|                        | Heinrich von Treskow (de) | 1875 à 1900 |

| Grade                 | Nom                                | Période                                                  |
| --------------------- | ---------------------------------- | -------------------------------------------------------- |
| Oberst                | Georg Ferdinand Plesmann (de)      | 31 mars 1815 au 20 février 1817                          |
| Oberst                | Heinrich von Bünau (de)            | 25 avril 1817 au 30 mars 1831                            |
| Oberstleutnant/Oberst | Otto von Hugo                      | 24 décembre 1832 au 8 juin 1834                          |
| Oberst                | Philipp August von Maltitz         | 30 mars 1836 au 3 juillet 1837                           |
| Oberst                | Ludwig von Corvin-Wiersbitzky (de) | 1837                                                     |
| Oberst                | Ferdinand von Münchow (de)         | 1842                                                     |
| Oberst                | Ferdinand von Goetze (de)          | 7 mai 1848 au 15 avril 1852                              |
| Oberst                | Ferdinand von Bialcke              | 15 avril 1852 au 25 avril 1854                           |
| Oberstleutnant/Oberst | Louis von Gersdorff (de)           | 4 mai 1854 au 7 mai 1857                                 |
| Oberst                | Julius von Rieben (de)             | 1857                                                     |
| Oberst                | Hermann von Tresckow               | 1860                                                     |
| Oberst                | Julius von Tresckow                | 25 juin 1864 au 3 avril 1866                             |
|                       | Franz von Zychlinski               | 1866                                                     |
|                       | Karl von Pressentin (de)           | 1870                                                     |
| Oberst                | Hermann von Schmeling (de)         | 18 juillet au 14 septembre 1874 (chargé de la direction) |
| Oberst                | Hermann von Schmeling              | 15 septembre 1874 au 13 mai 1880                         |
|                       | Albert von Bülow                   | 1880                                                     |
|                       | Oskar von Tippelskirch (de)        | 14 juillet 1885 au 11 octobre 1888                       |
|                       | Ferdinand Haberland                | 13 octobre 1888                                          |
|                       | Friedrich von Barby (de)           | 1888                                                     |
|                       | Louis von Stephanie                | 1894 au 1896                                             |
|                       | von Sack                           | 1896 au 1898                                             |
|                       | Georg von Gayl                     | à partir de 1898                                         |
|                       | Erich von Gündell                  | 1904 au 1906                                             |
|                       | Karl von Katzler                   | 1906 au 1907                                             |
|                       | Kurt von Kehler                    | 1907 au 1911                                             |
|                       | Maximilian von Pfuel               | 1911 au 1914                                             |
|                       | Alfred Krüger                      | au 6 août 1914                                           |
|                       | Ernst von Below                    | 18 août 1914 au 2 décembre 1914                          |
|                       | Wilhelm Hundrich                   | 2 décembre 1914 au 15 août 1918                          |
|                       | Hans Koeppen (de)                  | 15 août 1918 au 29 septembre 1918                        |
|                       | Hans Witte                         | 29 septembre 1918 à la dissolution                       |